# Marquard Bonhorst
Marquard Bonhorst († 1432 in Lübeck) war Ratsherr der Hansestadt Lübeck.

## Leben
Der Kaufmann Marquard Bonhorst war Mitglied der Lübecker Schonenfahrer und deren Ältermann. 1402 wurde er zum Ratsherrn erwählt. Im Zuge der bürgerlichen Unruhen zu Beginn des 15. Jahrhunderts in Lübeck ging er 1408 nicht mit der Mehrheit der Mitglieder des Alten Rats ins Exil, sondern blieb in der Stadt. Er trat bei Rückkehr des Alten Rates 1416 in den Rat wieder ein.
Bonhorst heiratete 1416 Metteke, eine Tochter des Lübecker Bürgers Tidemann von Minden († nach 1381). Er bewohnte 1394 bis 1404 das Haus in der Fischstraße 16 und dann das Haus Fischstraße 25 der Lübecker Altstadt. In Testamenten Lübecker Bürger wird er häufig als Urkundszeuge und als Vormund aufgeführt.